# Outer Space Treaty

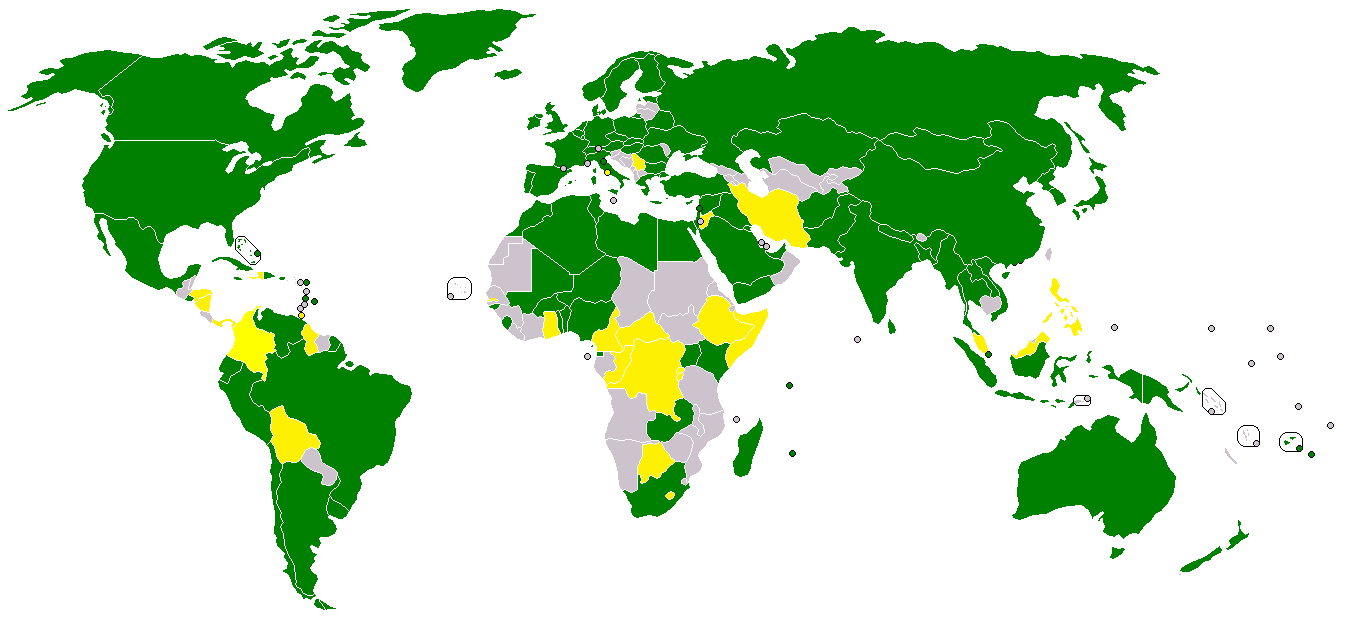
A térkép a szerződés tagjait ábrázolja; zölddel azokat az államokat, amelyek ratifikálták a szerződést, sárgával azokat, amelyek csak aláírták

Az Outer Space Treaty (ritkán használt magyar fordítással Világűrszerződés), hivatalos magyar nevén a Szerződés az államok tevékenységét szabályozó elvekről a világűr kutatása és felhasználása terén, beleértve a Holdat és más égitesteket (angolul Treaty on Principles Governing the Activities of States in the Exploration and Use of Outer Space, including the Moon and Other Celestial Bodies) egy nemzetközi egyezmény, melynek fő rendelkezése, hogy az aláíró felek nem helyeznek el tömegpusztító fegyvereket az űrben és más égitesteken. A szerződést 1967. január 27-én nyitották meg aláírásra és 1967. október 10-én lépett érvényre. 2025 májusában a szerződésnek 117 tagja, köztük Magyarország, és azon túl 27 aláírója volt. A szerződés az űr nemzetközi jogának alapkeretét adja meg.

## Lefektetett elvek
A szerződés leszögezi, hogy a világűr kutatása és használata az összes ország jólétét kell, hogy szolgálja; az űr szabadon kutatható mindenki által, és nem vonható egyetlen állam szuverenitása alá sem. A szerződés megtiltja nukleáris és más tömegpusztító fegyverek elhelyezését az űrben, beleértve a Holdat és más égitesteket is. A szerződés úgy rendelkezik, hogy a Holdat és más égitesteket kizárólag békés célra lehet használni.
További pontjaiban kijelenti, hogy az asztronauták az emberiség követeinek tekintendők, és az egyes államokat teszik felelőssé űrkutatásukért, illetve az abból származó károkért, függetlenül attól, hogy kormányzati vagy független kutatásról van szó.

## Betartása
A szerződés nem rendel intézményi ellenőrzést a rendelkezések betartásához, és nincs a felek közti viták elrendezésére kialakított metódus sem a szerződésben.